# أتمتة المختبرات

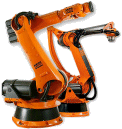

أتمتة المختبرات (بالإنجليزية: Laboratory automation)‏ هي إستراتيجية متعددة التخصصات تهدف إلى بحث وتطوير وتحسين التقنيات المستخدمة في المختبر التي تتيح إجراء عمليات جديدة ومحسَّنة. يشمل المختصون بأتمتة المختبرات باحثين وعلماء ومهندسين أكاديميين وتجاريين وحكوميين أجروا بحوثًا وطوروا تقنيات جديدة لزيادة الإنتاجية أو رفع جودة البيانات التجريبية أو تقليل مرات دورة العمليات في المختبر أو تمكين الاختبار العلمي الذي سيكون مستحيلاً دون أتمتة المختبرات.
إن أكثر تطبيق معروف على نطاق واسع لتقنية أتمتة المختبرات هو الروبوتات المخبرية. وبصورةٍ أعم، يضم مجال أتمتة المختبرات العديد من أدوات وأجهزة وخوارزميات برامج المختبر المؤتمت، بالإضافة إلى المنهجيات المُستخدَمة لتمكين وتسريع وزيادة كفاءة وفعالية البحث العلمي في المختبرات.
وهناك حاجة لتطبيق التقنية في مختبرات اليوم لتُحقق التقدم في الوقت المناسب ولتظل قادرة على المنافسة. ولولا التطور والتقدم في أتمتة المختبرات، لما كانت هناك مختبرات مُخصصة لأنشطة مثل الفحص فائق الإنتاجية والكيمياء التوافقية والفحص السريري الآلي والاختبار التحليلي الآلي والتشخيصات والمستودعات الحيوية كبيرة الحجم، وغيرها الكثير.
تقدم بعض الجامعات برامج كاملة تركز على تقنيات المختبرات. فعلى سبيل المثال، تعرض جامعة إنديانا-جامعة بوردو في إنديانابوليس برنامجًا للدراسات العليا مكرسًا لأنظمة المعلوماتية المختبرية. كذلك، يقدم معهد كيك العالي في كاليفورنيا شهادة جامعية تركز على تطوير الفحوص وأدوات القياس وتحليل البيانات اللازمة للتشخيص السريري والفحص فائق الإنتاجية والتنميط الجيني وتقنيات المصفوفة الدقيقة والبروتيوميات والتصوير وتطبيقاتٍ أخرى.

## معلومات تاريخية
في عام 1993، ابتكر الدكتور رود ماركين في المركز الطبي بجامعة نبراسكا واحدًا من أول أنظمة إدارة المختبرات السريرية الآلية في العالم. في منتصف عام 1990، ترأس مجموعة معايير تُسمى اللجنة التوجيهية لمعايير أتمتة الاختبارات السريرية (CTASSC) التابعة للجمعية الأمريكية للكيمياء السريرية، التي تطورت فيما بعد لتصبح لجنة معهد المعايير السريرية والمختبرية.
في عام 2004، أكملت معاهد الصحة الوطنية وأكثر من 300 رائدٍ مُعترَف بهم في المجال الأكاديمي والصناعة والحكومة والجمهور خارطة طريق معاهد الصحة الوطنية لتسريع الاكتشافات الطبية من أجل تحسين الصحة. حددت خارطة طريق معاهد الصحة الوطنية بوضوح تطوير التكنولوجيا كعامل مهم وأساسي في المكتبات الجزيئية وفي مجموعة تنفيذ التصوير (انظر الموضوع الأول - مقررات تمهيدية جديدة للاكتشاف - على الموقع http://nihroadmap.nih.gov).